# Sinophorus sabulus
Sinophorus sabulus är en stekelart som beskrevs av Sanborne 1984. Sinophorus sabulus ingår i släktet Sinophorus och familjen brokparasitsteklar. Inga underarter finns listade i Catalogue of Life.